# Wuppertaler Friedhöfe

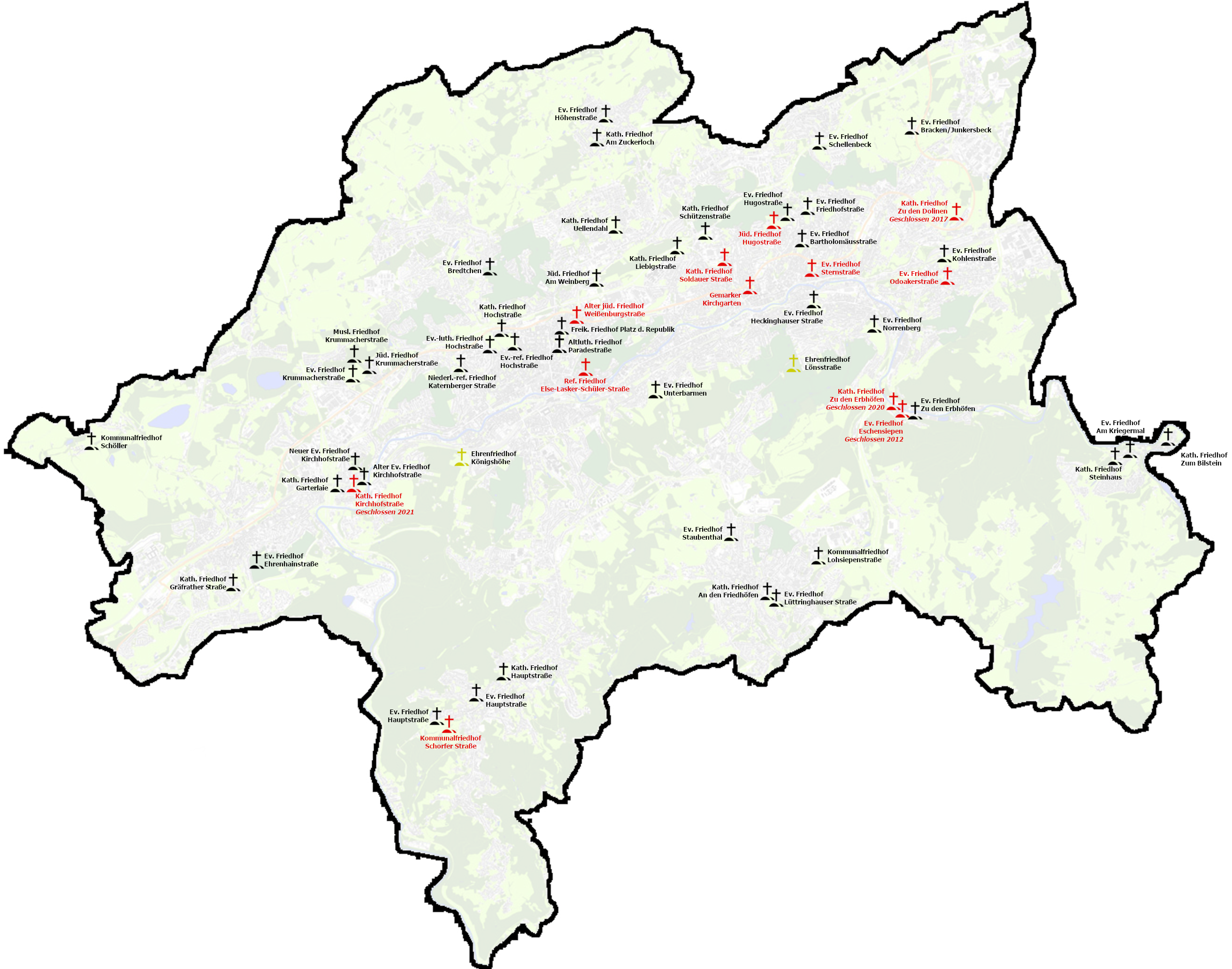
Übersicht über die noch existierenden Friedhöfe in Wuppertal
Rot: Geschlossene, noch existente Friedhöfe
Gelb: Ehrenfriedhöfe

Die nordrhein-westfälische Stadt Wuppertal zählt insgesamt mehr als 50 Friedhöfe auf ihrem Stadtgebiet. Einen zentralen Großfriedhof gibt es nicht; keiner der Friedhöfe der Stadt ist größer als 16 Hektar. Dies ist vor allem durch die topographischen Gegebenheiten der Stadt bedingt, die die Anlage größerer Begräbnisstätten erschweren. Eine weitere Besonderheit des Wuppertaler Friedhofswesens ist, dass fast alle Friedhöfe konfessionell verwaltet werden, während die in anderen deutschen Großstädten üblichen kommunalen Friedhöfe hier eine Ausnahme darstellen. Dies hat seine Ursprünge in der Stadtgeschichte Wuppertals: Bereits seit Jahrhunderten zeichneten sich Elberfeld und Barmen, die 1929 mit drei weiteren Kommunen zu Wuppertal zusammengeschlossen wurden, durch eine Vielzahl von verschiedensten Religionsgemeinschaften aus. Ein weiterer Grund war das rasante Bevölkerungswachstum während der Gründerzeit, was wiederum den Bedarf an Bestattungsfläche steigerte und im 19. Jahrhundert zur Entstehung immer weiterer Friedhöfe der verschiedenen Religionsgemeinden der Stadt führte.
Nachfolgend sind alle Wuppertaler Friedhöfe einschließlich der nicht mehr existierenden aufgeführt.

## Jüdische Friedhöfe

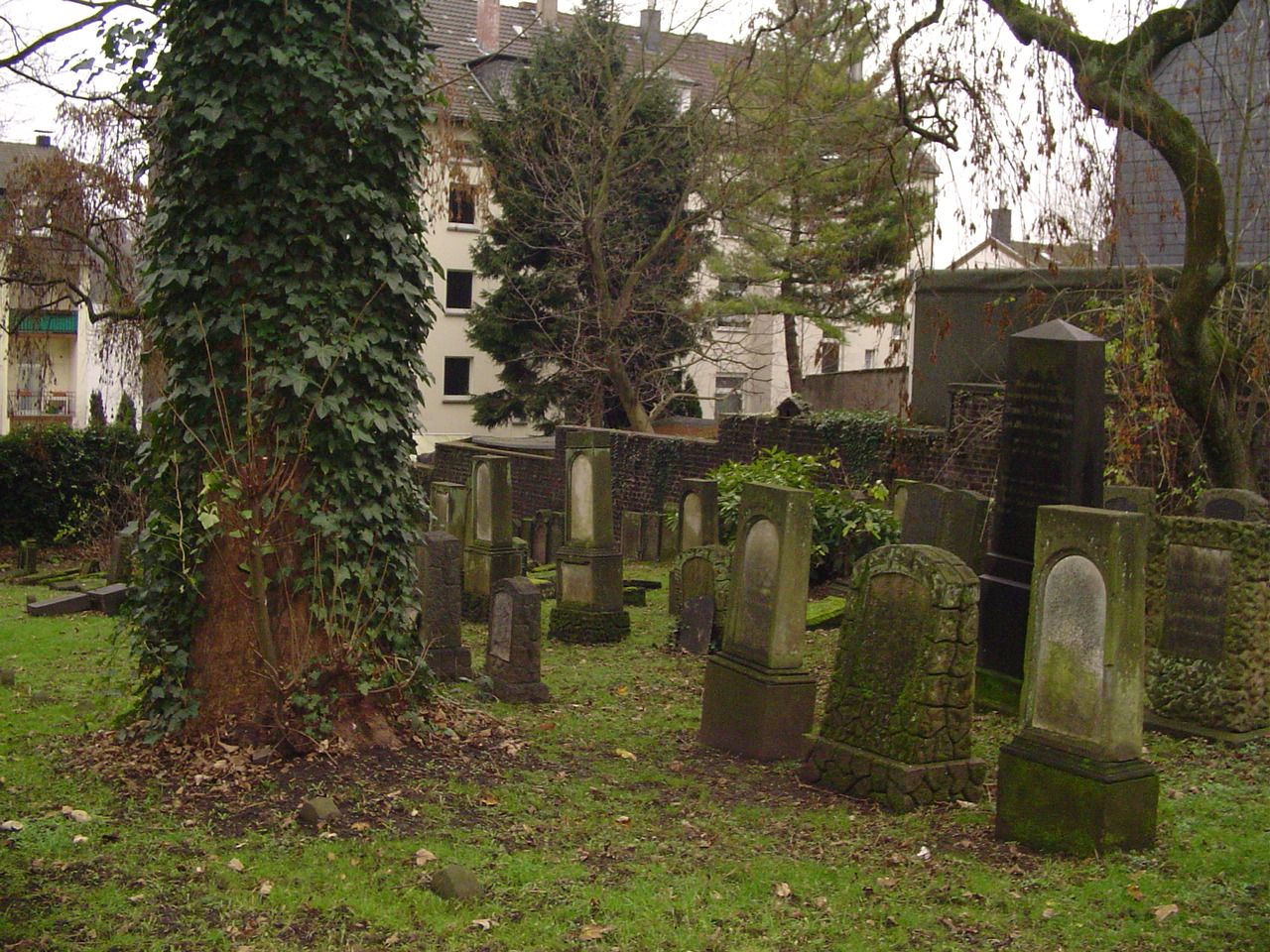
Alter Jüdischer Friedhof an der Weißenburgstraße

- Jüdischer Friedhof am Weinberg (51° 16′ 25″ N, 7° 9′ 32″ O)
- Jüdischer Friedhof Krummacherstraße (51° 15′ 29,8″ N, 7° 6′ 4,4″ O)
- Alter Jüdischer Friedhof an der Weißenburgstraße (51° 15′ 57,8″ N, 7° 9′ 15,2″ O)
- Alter Jüdischer Friedhof an der Hugostraße (51° 16′ 57″ N, 7° 12′ 10″ O)

## Friedhöfe des Christlichen Friedhofsverbandes Wuppertal
Seit 2019 wurden die katholischen Friedhöfe in Wuppertal ebenfalls durch den Evangelischen Friedhofsverband Wuppertal im Rahmen eines gemeinsamen Projektes zur Kostensenkung und Effizienzsteigerung verwaltet. Die Büros der katholischen Verwaltung zogen aus Elberfeld in das evangelische Verwaltungsgebäude am Friedhof Heckinghauser Straße, die Grundstücke selber sowie die Regelung der einzelnen Friedhofsordnungen verbleiben weiterhin bei den jeweiligen Pfarrverbänden und Gemeinden.
Im Dezember 2021 schlossen sich der Evangelische Friedhofsverband Wuppertal und der katholische Friedhofsverband endgültig zum neuen Christlichen Friedhofsverband Wuppertal zusammen. Dies ist die erste Kooperation dieser Art in Deutschland.

### Ehem. Evangelischer Friedhofsverband Wuppertal

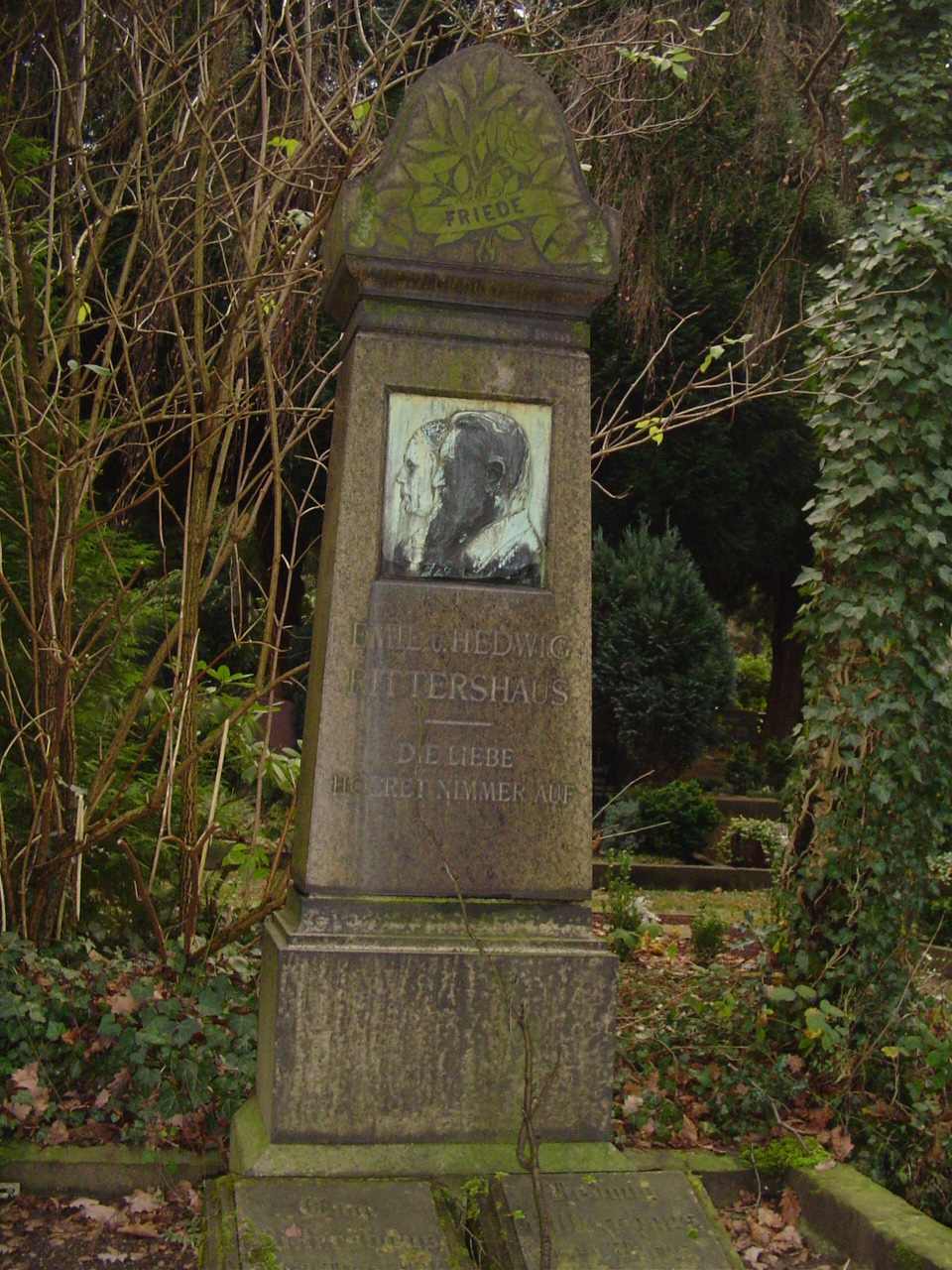
Friedhof an der Heckinghauser Straße: Grab von Emil Rittershaus

Der Friedhofsverband wurde 1984 von fünf evangelischen Kirchengemeinden in Wuppertal-Barmen gegründet und verwaltete anfangs sechs evangelische Friedhöfe. Er hieß zunächst "Friedhofsverband evangelischer Kirchengemeinden im Kirchenkreis Barmen" und wurde 2006 umbenannt in "Evangelischer Friedhofsverband Wuppertal".
Nach Beitritt von weiteren Gemeinden in den Jahren 1997 bis 2017 standen zuletzt 21 evangelische Friedhöfe in seiner Verwaltung:
- Alter Reformierter Friedhof Hochstraße (51° 15′ 51″ N, 7° 8′ 15″ O)
- Alter Lutherischer Friedhof Hochstraße (51° 15′ 50″ N, 7° 7′ 58″ O)
- Friedhof Bartholomäusstraße (51° 16′ 47″ N, 7° 12′ 36″ O)
- Friedhof Bracken/Junkersbeck (51° 17′ 47″ N, 7° 14′ 12″ O)
- Friedhof Bredtchen (51° 16′ 27″ N, 7° 8′ 4″ O)
- Friedhof Ehrenhainstraße (51° 13′ 39,1″ N, 7° 4′ 32,2″ O)
- Friedhof Friedhofstraße (51° 17′ 20″ N, 7° 11′ 43″ O)
- Friedhof Hauptstraße (51° 12′ 25″ N, 7° 7′ 53,1″ O)
- Friedhof Heckinghauser Straße (51° 16′ 13,6″ N, 7° 12′ 48,1″ O)
- Friedhof Hugostraße (51° 17′ 0″ N, 7° 12′ 19″ O)
- Alter Evangelischer Friedhof Kirchhofstraße 51° 14′ 26″ N, 7° 6′ 5″ O
- Neuer Evangelischer Friedhof Kirchhofstraße 51° 14′ 35″ N, 7° 6′ 0″ O
- Friedhof Am Kriegermal (51° 17′ 32″ N, 7° 14′ 53″ O)
- Friedhof Krummacherstraße (51° 15′ 28″ N, 7° 5′ 55″ O)
- Friedhof Kohlenstraße (51° 16′ 41,4″ N, 7° 14′ 45,1″ O)
- Friedhof Lüttringhauser Straße (51° 13′ 27,7″ N, 7° 12′ 14,3″ O)
- Friedhof Norrenberg (51° 15′ 59″ N, 7° 13′ 44″ O)
- Friedhof Schellenbeck-Gennebrecker Straße (51° 17′ 39″ N, 7° 12′ 50″ O)
- Friedhof Solinger Straße (51° 12′ 12,9″ N, 7° 7′ 23,7″ O)
- Unterbarmer Friedhof (51° 15′ 23″ N, 7° 10′ 27″ O)
- Friedhof Zu den Erbhöfen (51° 15′ 12,7″ N, 7° 14′ 10″ O)

### Katholische Friedhöfe
- Friedhof Am Zuckerloch 51° 17′ 44,7″ N, 7° 9′ 23,7″ O

- Friedhof An den Friedhöfen  (51° 13′ 27,7″ N, 7° 12′ 14,3″ O)
- Friedhof Garterlaie 51° 14′ 24″ N, 7° 5′ 53″ O

- Friedhof Gräfrather Straße 51° 13′ 24,9″ N, 7° 4′ 10,3″ O
- Katholischer Friedhof Hauptstraße 51° 12′ 37,4″ N, 7° 8′ 18″ O

- Katholischer Friedhof Hochstraße (51° 15′ 51″ N, 7° 8′ 7″ O)

- Friedhof Kirchhofstraße 51° 14′ 26″ N, 7° 5′ 59″ O

- Friedhof Liebigstraße 51° 16′ 41,3″ N, 7° 10′ 42,8″ O
- Friedhof Schützenstraße 51° 16′ 50,8″ N, 7° 11′ 8,4″ O
- Friedhof Steinhaus (51° 14′ 46″ N, 7° 17′ 26″ O)
- Friedhof Uellendahl 51° 16′ 54″ N, 7° 9′ 45,7″ O
- Friedhof Zum Bilstein (51° 15′ 3″ N, 7° 18′ 7″ O)

## Friedhöfe in Besitz der Evangelischen Kirchengemeinden

### Evangelische Kirchengemeinde Dönberg
- Friedhof Höhenstraße (51° 17′ 55″ N, 7° 9′ 39″ O)

### Reformierte Kirchengemeinde Ronsdorf
- Friedhof Staubenthaler Straße (51° 14′ 0,7″ N, 7° 11′ 37,2″ O)

## Nicht mehr genutzte, aber noch existierende evangelische Friedhöfe
Auf den nachfolgenden Friedhöfen kann keine neue Grabstelle erworben werden. In der Regel können auf bestehenden Wahlgräbern noch Personen bestattet werden.
- Reformierter Friedhof Else-Lasker-Schüler-Straße (51° 15′ 38,1″ N, 7° 9′ 6,5″ O)
- Alter Friedhof Sternstraße (51° 16′ 33,9″ N, 7° 12′ 48,2″ O)
- Gemarker Kirchgarten (51° 16′ 16,6″ N, 7° 11′ 49,8″ O)
- Alter Friedhof Odoakerstraße (51° 16′ 28,2″ N, 7° 14′ 43,3″ O)
- Friedhof Eschensiepen (51° 15′ 13″ N, 7° 14′ 10″ O)

## Nicht mehr genutzte, aber noch existierende katholische Friedhöfe
Auf den nachfolgenden Friedhöfen kann keine neue Grabstelle erworben werden. In der Regel können auf bestehenden Wahlgräbern noch Personen bestattet werden.
- Friedhof Soldauer Straße 51° 16′ 37,8″ N, 7° 11′ 22,2″ O; Adresse wurde am 17. Januar 2009 umbenannt in Anton-Schweth-Weg[6]
- Friedhof Zu den Erbhöfen (51° 15′ 7″ N, 7° 14′ 30″ O)[7]
- Friedhof Zu den Dolinen 51° 17′ 7,5″ N, 7° 14′ 54,6″ O[8]
- Alter Friedhof Kirchhofstraße 51° 14′ 26″ N, 7° 5′ 58″ O[9]

## Evangelisch-Freikirchliche Friedhöfe
- Freikirchlicher Friedhof Platz der Republik (51° 15′ 55″ N, 7° 9′ 0″ O)

### Friedhöfe der Niederländisch-reformierten Gemeinde
- Friedhof Katernberger Straße 51° 15′ 32″ N, 7° 7′ 32″ O

### Friedhöfe der Altlutherischen Gemeinde
- Friedhof Paradestraße 51° 15′ 43,6″ N, 7° 9′ 0,2″ O

## Städtische Friedhöfe (Kommunalfriedhöfe)
- Städtischer Friedhof Ronsdorf (Lohsiepenstraße) mit islamischem Gräberfeld
- Städtischer Friedhof Schöller (Schöllerweg), ursprünglich betreut durch die ehemalige Reformierte Kirchengemeinde Schöller

Nicht mehr belegt, aber noch vorhanden
- Städtischer Friedhof Cronenberg (Schorfer Straße)

## Ehrenfriedhöfe
- Ehrenfriedhof Lönsstraße (51° 15′ 36″ N, 7° 12′ 28″ O)
- Ehrenfriedhof Königshöhe (51° 14′ 41″ N, 7° 7′ 26″ O)

## Nicht mehr existente Friedhöfe
- Reformierter Friedhof Calvinstraße
- Friedhof Neumarkt, siehe Neumarkt
- Alter Katholischer Friedhof Elberfeld, heute Friedrichplatz (mit Spielplatz) (51° 15′ 43,3″ N, 7° 8′ 35,8″ O)
- Katholischer Friedhof Unterdörnen
- Katholischer Friedhof Hofkamp
- Evangelischer Kirchgarten Schöller
- Alter Evangelischer Friedhof Schöller
- Alter reformierter Friedhof I (51° 16′ 17″ N, 7° 11′ 50″ O)
- Alter reformierter Friedhof II (51° 16′ 23″ N, 7° 11′ 53″ O), heute ein Spielplatz

## Liste der Ehrengräber in Wuppertal
In Wuppertal gibt es 39 Ehrengräber auf zwölf Friedhöfen (Stand: 2007). Diese werden durch die Stadt Wuppertal (Resort Grünflächen und Forsten) gepflegt. Da sich diese in den meisten Fällen auf Familiengrabstätten befinden, auf denen mehrere Angehörige bestattet sind – erhöht sich die Zahl der Grabstellen auf 210. Beispielsweise umfasst die Grabstätte der Familie von der Heydt 26 Einzelgräber.
- Klaus Brauda (1901–1970), Evangelischer Friedhof Hugostraße
- Johann Viktor Bredt (1879–1940), Evangelischer Friedhof Hugostraße
- Familie von Carnap, Alter Reformierter Friedhof Hochstraße
- Heinrich Eisenlohr (1816–1899), Unterbarmer Friedhof
- Adolf Eisfeller (1847–1909), Alter Reformierter Friedhof Hochstraße
- Carl Erbschloe (1847–1902), Alter Lutherischer Friedhof Hochstraße
- Gerhard August Fischer (1833–1906), Friedhof Norrenberg
- Geschwister Flöring, Friedhof Heckinghauser Straße
- Johann Carl Fuhlrott (1803–1877), Katholischer Friedhof Hochstraße
- Wilhelm Friedrich Gericke (1823–1873), Friedhof Staubenthaler Höhe
- Carl Greis (1851–1928), Evangelischer und Reformierter Friedhof Solinger Straße
- Friedrich Harm (1844–1905), Waldfriedhof Krummacherstraße
- Otto Hausmann (1837–1916), Alter Reformierter Friedhof Hochstraße
- Ludwig Heusner (1844–1916), Unterbarmer Friedhof
- Familie von der Heydt, Alter Reformierter Friedhof Hochstraße
- Christian Hoeft (1847–1935), Alter Reformierter Friedhof Hochstraße
- Julius Ludolph Hoesch (1851–1913), Friedhof Bartholomäusstraße
- Hubert Holzschneider (1849–1928), Evangelischer und Reformierter Friedhof Solinger Straße
- Hermann Adolph Jaeger (1832–1899), Alter Lutherischer Friedhof Hochstraße
- Max Kirschbaum (1882–1932), Waldfriedhof Krummacherstraße
- Familie Königsberg, Alter Reformierter Friedhof Hochstraße
- Otto Kreitz (1888–1974), Friedhof Staubenthaler Höhe
- Julius Leithaeuser (1861–1945), Evangelischer Friedhof Hugostraße
- Adolf Müller (1843–1895), Friedhof Staubenthaler Höhe
- Eduard Neviandt (1819–1888), Alter Reformierter Friedhof Hochstraße
- David Peters (1806–1874), Alter Reformierter Friedhof Hochstraße
- Hubert Pfeiffer (1891–1932), Friedhof Liebigstraße
- Emil Rittershaus (1834–1897), Friedhof Heckinghauser Straße
- Familie Scheidt, Friedhof Staubenthaler Höhe
- Otto Schell (1858–1931), Alter Lutherischer Friedhof Hochstraße
- Paul von Schirlitz (1857–1910), Alter Lutherischer Friedhof Hochstraße
- Richard Seel (1819–1875), Alter Reformierter Friedhof Hochstraße
- Eheleute Sinss, Friedhof Heckinghauser Straße
- Friedrich Storck (1838–1915) und Victor Friedrich Storck (1877–1969), Alter Reformierter Friedhof Hochstraße
- Familie Wilhelm Springorum (1836–1908), Unterbarmer Friedhof
- Albert Ursprung (1829–1905), Evangelischer Friedhof Hugostraße
- Gustav Adolf Uthmann (1867–1920), Friedhof Bartholomäusstraße
- Friedrich Wilhelm Wegner (1836–1898), Friedhof Norrenberg
- Familie Weyerbusch, Alter Reformierter Friedhof Hochstraße